# Graja de Iniesta
Graja de Iniesta település Spanyolországban, Cuenca tartományban. Graja de Iniesta Castillejo de Iniesta, Iniesta, Puebla del Salvador, Minglanilla és Villalpardo községekkel határos. Lakosainak száma 357 fő (2024).

## Népesség
A település népessége az utóbbi években az alábbiak szerint változott:
| Lakosok száma | 351  | 401  | 442  | 436  | 430  | 389  | 363  | 361  | 354  | 357  |
|               | 2001 | 2004 | 2006 | 2009 | 2011 | 2014 | 2016 | 2019 | 2021 | 2024 |